# Vyt-lès-Belvoir
 Vyt-lès-Belvoir  es una comuna francesa situada en el departamento de Doubs, en la región Borgoña-Franco Condado.

## Demografía
| 111 | 115 | 124 | 163 | 145 | 172 | 187 |
| Para los censos de 1962 a 1999 la población legal corresponde a la población sin duplicidades (Fuente: INSEE [Consultar]) |     |     |     |     |     |     |